# Římskokatolická farnost Kamenice nad Lipou
Římskokatolická farnost Kamenice nad Lipou je územním společenstvím římských katolíků v rámci pelhřimovského vikariátu českobudějovické diecéze.

## Historie

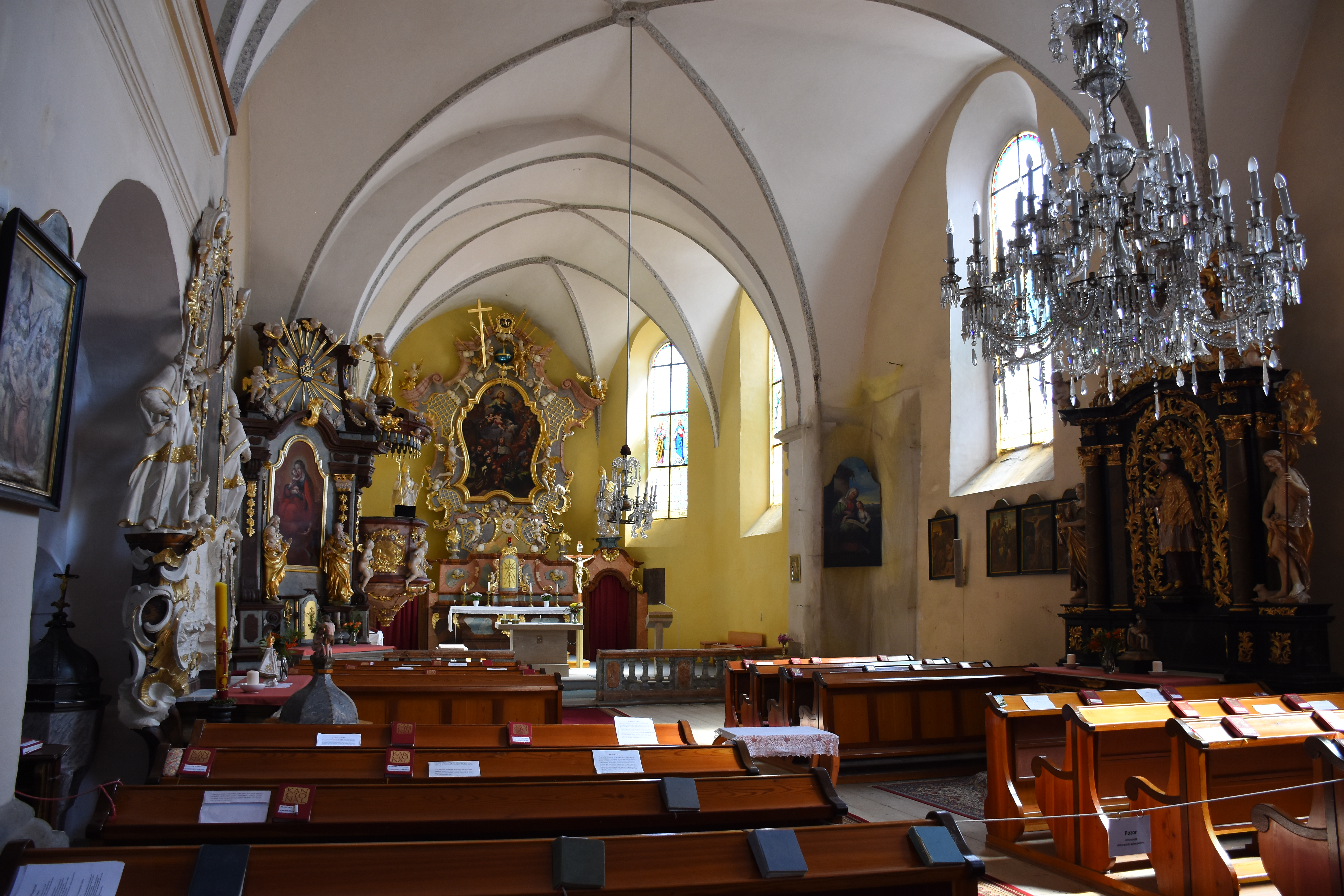
Interiér kostela Všech svatých.

Plebánie je v Kamenici doložená v roce 1358, následující rok je zmíněn kněz Petr z Ústí, který zde nahradil zemřelého plebána Václava. Z toho samého roku existuje i zmínka o místním kostele či kapli svatého Petra a Pavla. Z poslední čtvrtiny 14. století jsou dochovány zmínky o faře i zasvěcení kostela Všem Svatým. V této době spadala farnost do chýnovského děkanátu v bechyňském arcijáhenství. V letech 1494–1538 místní duchovní správu obstarávali řeholníci františkánského řádu, na přelomu 15. a 16. století došlo ke stavebním úpravám kostela. V roce 1560 zachvátilo město i kostel požár, po kterém získalo presbyterium kostela novou hřebínkovou klenbu. Prvním katolickým farářem pobělohorského období byl v roce 1626 Rudolf Maxmilián Schleinitz. Tehdy farnost spadala do veselského (od Veselí nad Lužnicí), později do jindřichohradeckého vikariátu. V roce 1675 byla místní farnost povýšena na děkanství, prvním děkanem byl Matěj Jan Jiří Otto z Ottenfeldu. Po vzniku českobudějovické diecéze se její součástí stalo i kamenické děkanství, letech 1790–1952 v rámci Kamenického vikariátu. Při požáru města dne 23. března 1794, při němž shořelo 113 domů a byl poničen kostel i zvony, shořely i staré matriční knihy uložené na faře. Při dalším požáru v roce 1819 shořela farní kronika, vedená zřejmě od 17. století.

### Duchovní správa

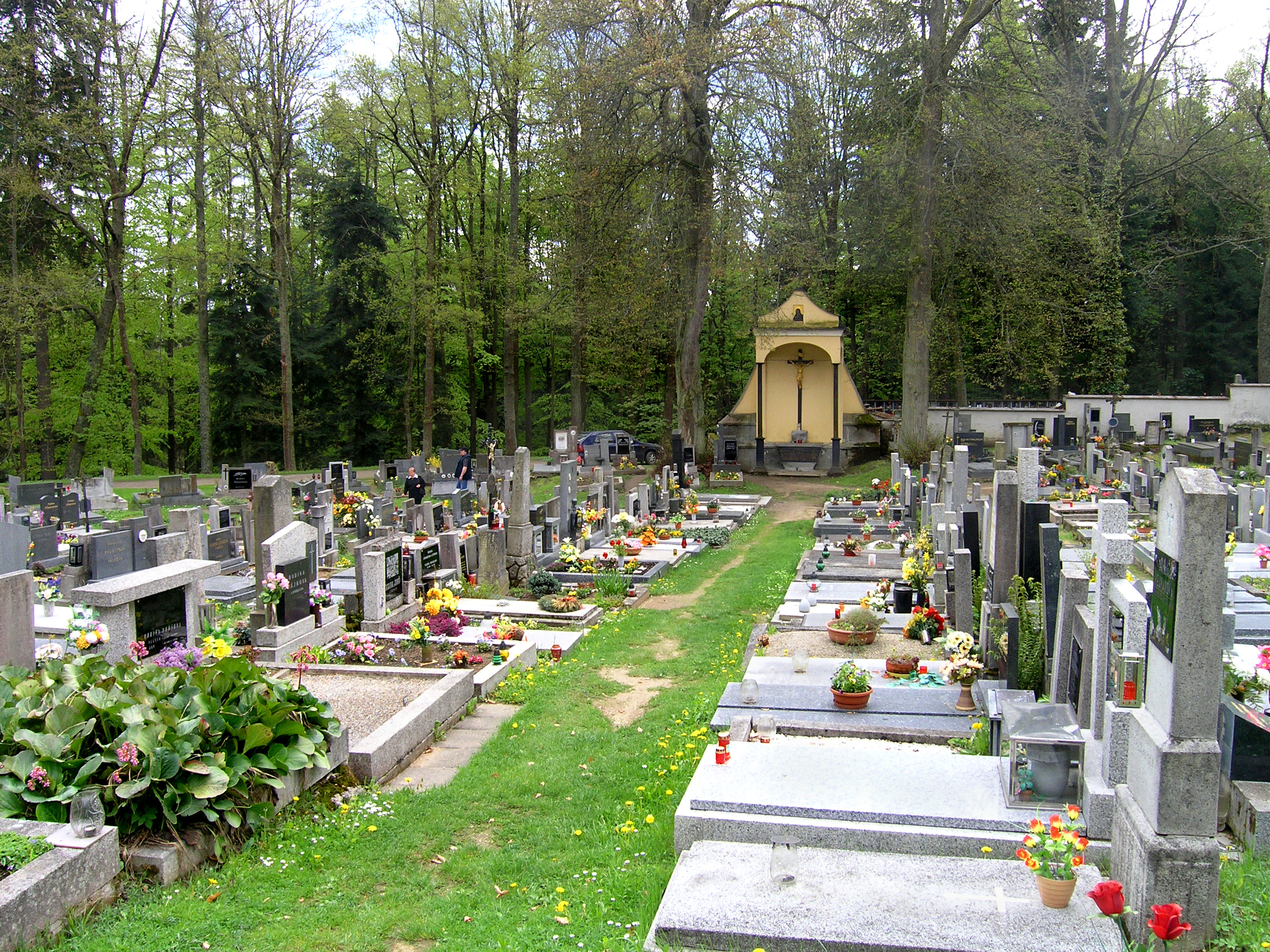
Hřbitov Bradlo v Gabrielce

Přehled známých duchovních správců farnosti a děkanství:
- 1359 P. Václav
- 1359–1364 P. Petr Petrův z Ústí nad Lužnicí
- 1364–1366 P. Havel z Prahy
- 1366–1379 P. Mikuláš, dříve ve Velvarech
- 1379–1390 P. Martin ze Bzí
- 1390–1397 P. Ogerius, dříve v Žinkovech
- 1397–1400 P. Hanuš, dříve v Liticích
- 1400–1412 P. Mikuláš zvaný Říman
- 1413–1417 P. Jakub z Klatov
- 1417–? P. Mikuláš zvaný Ščmí, dříve v Kunžaku
- 1499–1538 františkánští bratři
- asi 1439–1623 reformovaní duchovní
- kolem 1619 P. Václav Cismanius Pelhřimovský
- 1626–1650 P. Rudoff Maxmilián Schleisnitz
- 1650–1680 P. Matiáš Jan Jiří Ott z Ottenfeldu
- 1681–1684 P. Jiří Václav Prachinus († 26. ledna 1684 Kamenice nad Lipou), odkázal kostelu 100 zlatých
- 1687–1689 P. František Kozelský
- 1689–1691 P. Matěj František Ousobský, administrátor
- 1691–1696 P. Václav Matěj Jelínek
- 1697–1706 P. Václav František Rochus
- 1706–1712 P. Václav Kalch
- 1713–1722 P. Victorin Norbert Exelt
- 1723–1728 P. Hynek Heřman Jakeš
- 1728–1754 P. Mikuláš Josef Šputt
- 1755–1758 P. František Krbec
- 1758–1783 P. Jan Nepomucký Antonín z Helfru, zasloužil se o nový hlavní oltář a kazatelnu a veškerý majetek odkázal kostelu; je pohřben v kostele na epištolní straně
- 1783–1797 P. Vojtěch Hynek Straka z Kamenice, pochován na hřbitově Bradlo
- 1798–1813 P. Jan František Popelka († 17. července 1813, pochován na Bradle), působil zde již od roku 1781 jako kaplan, později farář v Těmicích, zpět na děkanství dosazen 13. února 1798, biskupský vikář
- 1813–1823 P. Jan Wincenc Ruth (* 1744 Tábor † 16. června 1823, pochován na Bradle)
- 1823–1863 P. Vojtěch Václav Maršálek (* 3. března 1794 † 16. listopadu 1863, pochován na Bradle), biskupský vikář činný i ve veřejných funkcích
- 1864–1865 P. Karel Ctibor († 20. května 1856, pochován na Bradle), působil zde jako kaplan již od roku 1852
- 1865–1902 P. Antonín Peroutka (* 18. května 1825 Domažlice † 1911 Kamenice nad Lipou),
- 1903–1934 P. Vojtěch Traxler (* 21. dubna 1858 Jarošov † 2. listopadu 1934, pochován na Bradle), věřícími vysoce uznávaná osobnost, biskupský vikář, čestný konzistorní rada a čestný papežský komoří, arcijáhen jindřichohradecký
- 1935–1946 P. Karel Melena (* 19. listopadu 1869 Hluboká nad Vltavou † 1948), za války udržel náboženský život za pomoci katechetů a kaplanů (dp. Jan Drmota)
- 1946–1947 P. Jan Drmota, administrátor
- 1947–1958 P. Bohuslav Křišta (* Strmilov † 1972, pochován v Pelhřimově), v nejtěžších letech po roce 1848 nespolupracoval s režimem, čímž mu byl odebrán souhlas k pastorační činnosti a po zatčení skončil v pracovním táboře; k pastoraci se vrátil v roce 1968, při správě farnosti Rynárec
- 1958–1988 P. Václav Matějů (* Skrýšov u Pelhřimova † 19. června 1988, pochován v Pelhřimově), trpělivý a pracovitý duchovní, který udržel život ve farnosti i v těžkých dobách včetně péče o chátrající objekty farnosti - faru a kostel; za jeho pastorace proběhlo biřmování 237 věřících dne 12. července 1970 za přítomnosti Mons. Hloucha a vysvěcení nových kostelních zvonů dne 2. října 1977
- červenec 1988 – 31. ledna 1990 P. Josef Charypar, farnost spravoval z Božejova
- 1. února 1990 – 30. června 1991 P. Imrich Važan, povolán ze Slovenska
- 1. srpna 1991 – 31. října 2003 P. Ladislav Daněk (* 7. dubna 1928 † 29. června 2004 České Budějovice), od roku 1968 působil v zahraničí, kde byl i vysvěcen na kněze, vrátil se v roce 1991 a převzal kamenickou farnost, na níž působil až do svého odchodu do důchodu
- 1. listopadu 2003 – 1. července 2013 P. Hroznata František Janoušek, OPraem (* 20. března 1939 Kardašova Řečice † 24. února 2025 Bechyně),[5] administrátor, působil na mnoha místech, z Kamenice odešel do výslužby
- od 1. července 2013 R. D. Mgr. Václav Šika, administrátor

### 21. století
Farnost má sídelního duchovního správce, který byl do konce roku 2019 zároveň administrátorem ex currendo ve farnostech Častrov, Lidmaň, Mnich a Těmice. Farnosti Lidmaň a Těmice zanikly 31. prosince 2019; území bývalé lidmaňské farnosti bylo připojeno k farnosti Černovice, právním nástupce těmické farnosti je od 1. ledna 2020 farnost Kamenice nad Lipou.
| Fotografie | Kostel                       | Místo              | Bohoslužba                    | Bohoslužba                | Poznámka        |
| ---------- | ---------------------------- | ------------------ | ----------------------------- | ------------------------- | --------------- |
|            | Kaple                        | Babín              | neslouží se pravidelně        | neslouží se pravidelně    | obecní kaple    |
|            | Kaple                        | Benešov            | neslouží se pravidelně        | neslouží se pravidelně    | obecní kaple    |
|            | Kostel svaté Marie Magdalény | Gabrielka          | neslouží se pravidelně        | neslouží se pravidelně    | filiální kostel |
|            | Kostel Všech svatých         | Kamenice nad Lipou | neděle středa a pátek čtvrtek | 9.30 18.00 (v létě) 8.00  | farní kostel    |
|            | Kaple                        | Pravíkov           | neslouží se pravidelně        | neslouží se pravidelně    | kaple           |
|            | Kaple                        | Rodinov            | neslouží se pravidelně        | neslouží se pravidelně    | obecní kaple    |
|            | Kostel sv. Jana Evangelisty  | Těmice             | sobota                        | 17.00 v zimě 18.00 v létě | filiální kostel |